# 小托柄鵝膏
小托柄鵝膏（學名：Amanita farinosa）為生長於北美洲的鵝膏菌屬毒菇。

## 分類學
兩篇近期的分子研究顯示，小托柄鵝膏屬於鵝膏菌屬的一個次分類，與毒蠅傘、黃蓋鵝膏與Amanita roseotincta有親緣關係。